# JMonkeyEngine
jMonkeyEngine è un ambiente di sviluppo ottimizzato per la progettazione di moderni videogiochi in 3D. Usando questo motore grafico si possono sviluppare giochi per molteplici dispositivi come smartphone e computer. jMonkeyEngine è stato scritto completamente in Java e utilizza le sue librerie di gestione grafica come LWJGL per costruire gli ambienti e la luce necessaria supportando come scelta alternativa anche OpenGL. Il codice sorgente è stato rilasciato sotto licenza BSD dalla community diventando un'icona degli ambienti di sviluppo per videogiochi 3D Open source.